# Fernando Sosa
Fernando Martin Sosa (Montevideo, 19 maggio 1977) è un ballerino uruguaiano specializzato nei balli caraibici.
Sin da piccolo frequenta un importante club di Montevideo facendo ginnastica artistica per diversi anni. Arriva in Italia a quindici anni e conosce il suo grande maestro Alberto Valdes, che dopo qualche anno lo porta a Cuba per approfondire le radici afro-cubane.

## Biografia
Durante la giovinezza si dedica con passione a diverse attività sportive, in particolare al calcio, ottenendo ottimi risultati. È trasferendosi in Italia, nel 1993, che conosce il maestro cubano Alberto Valdes, grazie al quale si approccia al mondo del ballo. Dopo essere stato diverse volte a Cuba, si trasferisce a Bologna dove entra a far parte del suo primo gruppo di spettacolo insieme ad altri due ballerini professionisti provenienti dal "Tropicana" di Cuba. Con l'esperienza maturata comincia i suoi primi corsi e le sue prime serate di animazione in giro per l'Italia.
Nel 1998 Alberto Valdes lo chiama a far parte del famoso gruppo di spettacolo "Otra idea" dove conosce Rafael Gonzalez. Grazie a questo gruppo completa la sua formazione nella danza. Gli spettacoli creati toccavano diversi stili: dal jazz, all'hip hop, all'afro, alla rumba e ovviamente la salsa.
Dopo un'esperienza all'estero, che lo ha portato a ballare a Milano e successivamente da Milano ai congressi di New York e Los Angeles, nel 2000 decide con Rafael Gonzalez di creare la compagnia di ballo dei "Tropical Gem Dance Company". Ha ballato a Buenos Aires, Madrid, Valencia, Barcellona, Los Angeles, New York, California, Texas, Giappone, Porto Rico, Svezia, Portogallo, Atene, Berlino, Amburgo, Londra e Sydney. A tutt'oggi, Fernando Sosa ha oltre mille allievi ed ha partecipato ai più famosi congressi di salsa di tutto il mondo.
A fine 2001 fonda il "Sosa Style Dancers", una nuova compagnia di ballo composta da ballerini professionisti di cui è direttore e coreografo. Sempre quest'anno partecipa al Salsa Open di Porto Rico insieme ad Alyra Lennox classificandosi al terzo posto. Nel dicembre 2002 crea la sua terza compagnia di ballo composta di sole donne, che prende il nome di "Tn Tumbao".
Nell'aprile 2004 ancora insieme ad Alyra Lennox si ripropongono a Salsa Open di Milano e ottengono il primo posto.
Nel settembre del 2005, con Rafael Gonzalez, apre la scuola di ballo: la "Tropical Gem Dance School", ma è nel 2008 che decide di dividere la strada dell'insegnamento dall'amico Rafael creando insieme Tito Petronio l'accademia di danza "Sosa Academy" che ha sede a Buccinasco. 
Nel 2010 è di nuovo in gara al Salsa Open, questa volta classificandosi al sesto posto.
Nel luglio 2016 è vincitore della competizione mondiale “Ultimate Latin Dance Championship” di Las Vegas, titolo confermato l'anno successivo.
Nel settembre 2019 fonda in provincia di Monza e Brianza e precisamente a Lissone la seconda sede dell'accademia di danza "Sosa Academy"

## Formazione professionale
Il suo primo contatto con la danza avviene a Cuba con il maestro Alberto Valdes. Con lui approda a l'Avana per la prima volta, frequentando il Conjunto Folklorico Nacional de Cuba. Qui il primo ballerino di allora "Ivan", figlio di Juan de Dios, lo seguirà in un percorso di lezioni private per l'approfondimento dell'afro.

Una volta entrato nel suo primo vero gruppo professionista, lavora a stretto contatto per circa due anni con Albertico Calderon, Arnay Ferreiro e Rafael Gonzalez, e successivamente con Esmil Diaz, con il quale condivide un anno della sua vita artistica.

La conoscenza di New York e degli Stati Uniti d'America rappresentano la sua prima spinta verso un nuovo stile, proprio qui incontra Eddie Torres, e sempre in questo periodo inizia ad approfondire pure gli studi dell'hip hop, frequentando la Broadway Dance Center di Manhattan, un percorso che durerà ben otto anni.

L'impatto più forte avviene però a Los Angeles con la conoscenza dei fratelli Vazquez, ovvero la sua guida verso uno stile personale del tutto nuovo, oggi identificato nel Sosa Style.

Altre figure che hanno interessato la sua formazione professionale sono state Rari, maestra di hip hop, e Virna per quanto riguarda gli allenamenti acrobatici. Poi pure Louis Medina, dal quale ha tratto ispirazione per parecchie coreografie. Dal punto di vista della tecnica è stato seguito da Paola Borsotti ed Eva Mancini, senza dimenticare Marco Berretta, Yovanny De Jesus Moreta (in arte Chiquito) e Filippo Buccomino.

## Carriera artistica
Nel 2006 coreografa e funge da ballerino nel video della canzone "Amor Imposible" di Milton Morales.

Nel 2007 insieme a Marco Berretta (Flamboyan Dancers) produce e coreografa il primo musical latino-americano (tradotto anche in lingua spagnola) ballato, recitato e cantato dal vivo: "Fantàsia".

Sempre nell'anno 2007 con una formazione ridotta dei Tropical Gem si esibisce alla trasmissione televisiva Talent1 andata in onda sui canali Mediaset che gli consente di aggiudicarsi il premio per le migliori coreografie nell'ambito della danza latino-americana.

Nel 2009 grazie alla collaborazione artistica con l'amico, nonché maestro e pianista, Massimo Scalici incide il primo disco dal titolo "Simplemente Fernando" che gli consentirà di collocarsi tra i primi posti delle classifiche musicali.
Nel 2017 viene pubblicato il film "The Latin Dream", dove Fernando Sosa è sceneggiatore e attore protagonista insieme a Tatiana Bonaguro per la regia di Louis Medina e le musiche di Massimo Scalici, Riccardo Rossini e Giorgio Tramacere.

## Collaborazioni televisive
Nel marzo del 2004 partecipa al reality show "Grande Fratello" (Mediaset e SKY) esibendosi in diretta televisiva nella coreografia "Astro Salsa". Sempre nel 2004 viene contattato dalla band degli Aventura per ballare al loro fianco durante alcune trasmissioni televisive; questo gli permette di partecipare più volte a: "CD Live", "Top of the Pops", "Festival di Sanremo" e "Festivalbar".

Nel 2006 balla al Maurizio Costanzo Show con Alyra Lennox, affiancando Milton Morales nel promuovere la sua nuova canzone "Amor Imposible". Nel 2007 e nel 2008 balla in alcune puntate del programma "Le Iene" e "La sai l'ultima?". Ancora nel 2008 partecipa alla trasmissione Talent1 dove vince il premio per le migliori coreografie nell'ambito della danza latino-americana. Nel 2019 accompagna l'esibizione di Eros Ramazzotti e Luis Fonsi ballando con i suoi Tropical Gem sul palco del "Festival di Sanremo".

## Palmarès

### Salsa Open
- 2004 - Italia

 1º classificato nella salsa portoricana
- 2001 - Porto Rico

 3º classificato nella salsa portoricana

## Altri piazzamenti

### Salsa Open
- 2010 -

6º classificato nella salsa portoricana